# Komosa wielonasienna
Komosa wielonasienna (Lipandra polysperma (L.) S.Fuentes, Uotila & Borsch) – gatunek rośliny z rodziny szarłatowatych (Amaranthaceae), w niektórych ujęciach z wyodrębnianej osobno rodziny komosowatych (Chenopodiaceae). Reprezentuje monotypowy rodzaj Lipandra, przy czym do początków XXI wieku gatunek ten włączany był na ogół do szeroko ujmowanego wówczas rodzaju komosa (Chenopodium). Występuje w  Europie (w tym także w Polsce) i zachodniej Azji. Gatunek najczęściej spotykany jest jako chwast w uprawach.

## Rozmieszczenie geograficzne
Występuje w całej Europie (w północnej części jako gatunek introdukowany), a także w Azji Zachodniej – na Bliskim Wschodzie, w regionie Kaukazu i w zachodniej Syberii. Jako roślina introdukowana rośnie także w Ameryce Północnej, we wschodniej Azji i na południu Afryki. W Polsce ma status gatunku rodzimego, spotykany jest w całym kraju, pospolity zwłaszcza w południowej połowie, w północnej jest lokalnie rzadki, najrzadziej rośnie w północno-zachodniej części kraju.

## Morfologia

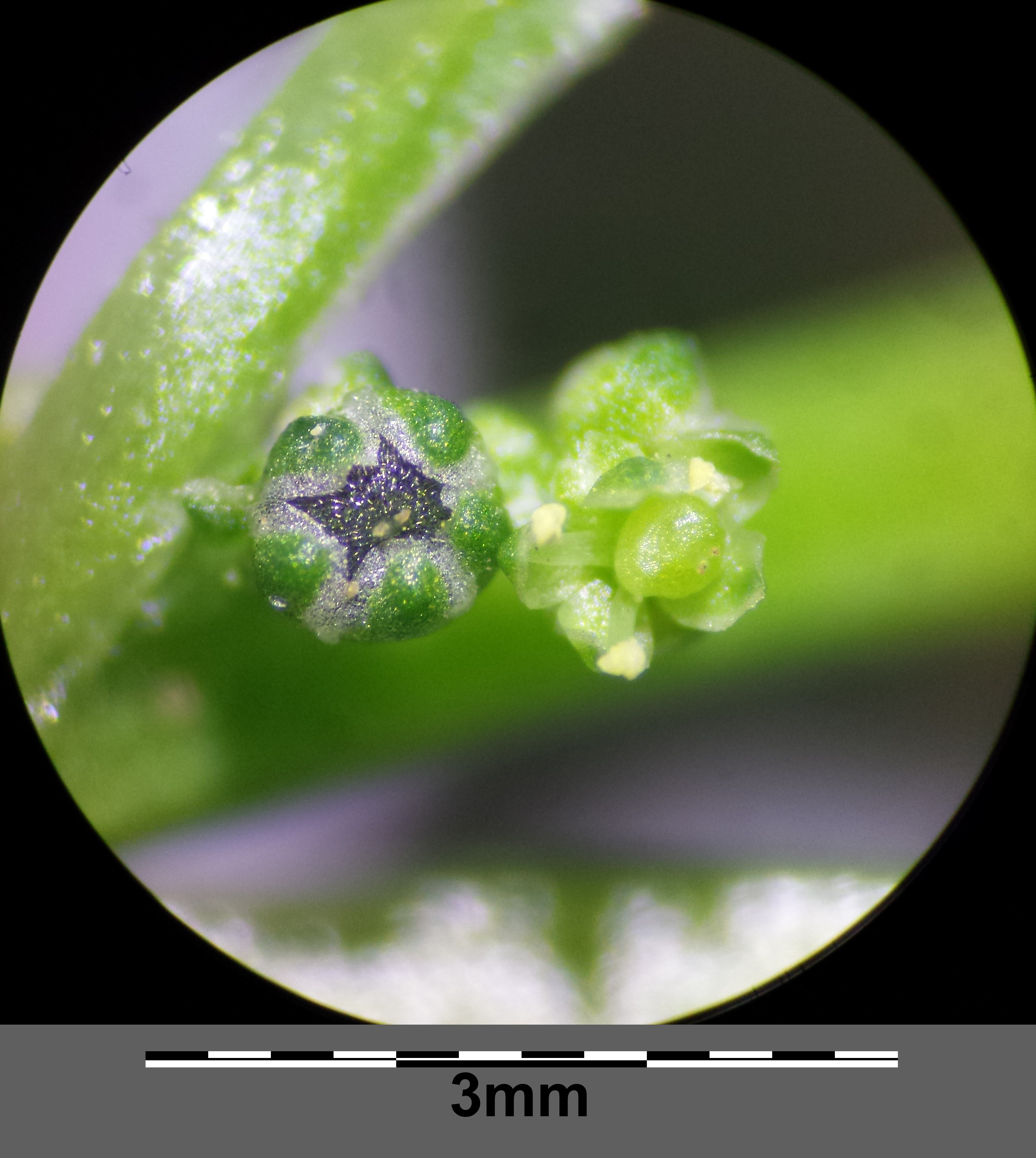
Kwiat i owoc

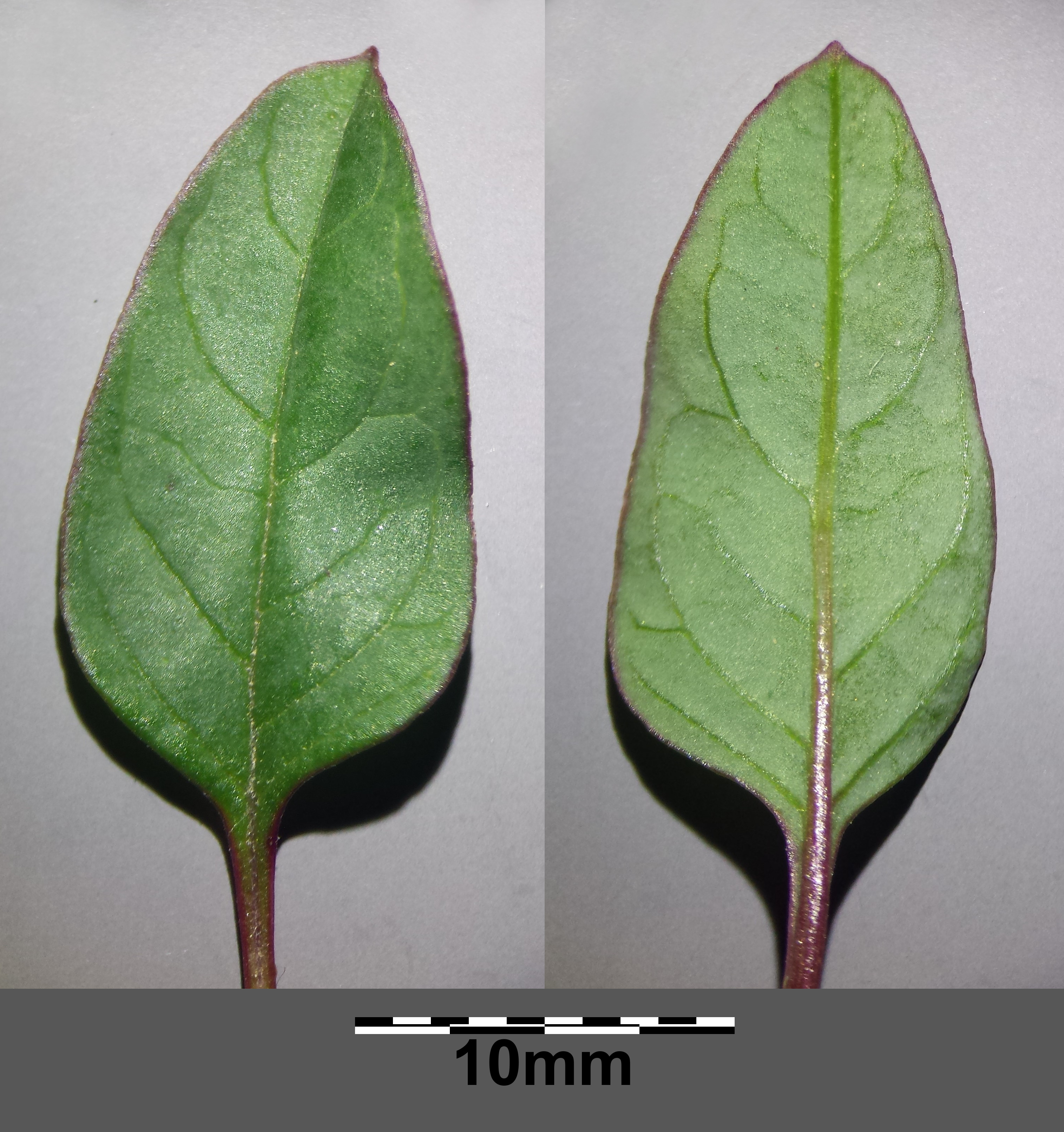
Liście

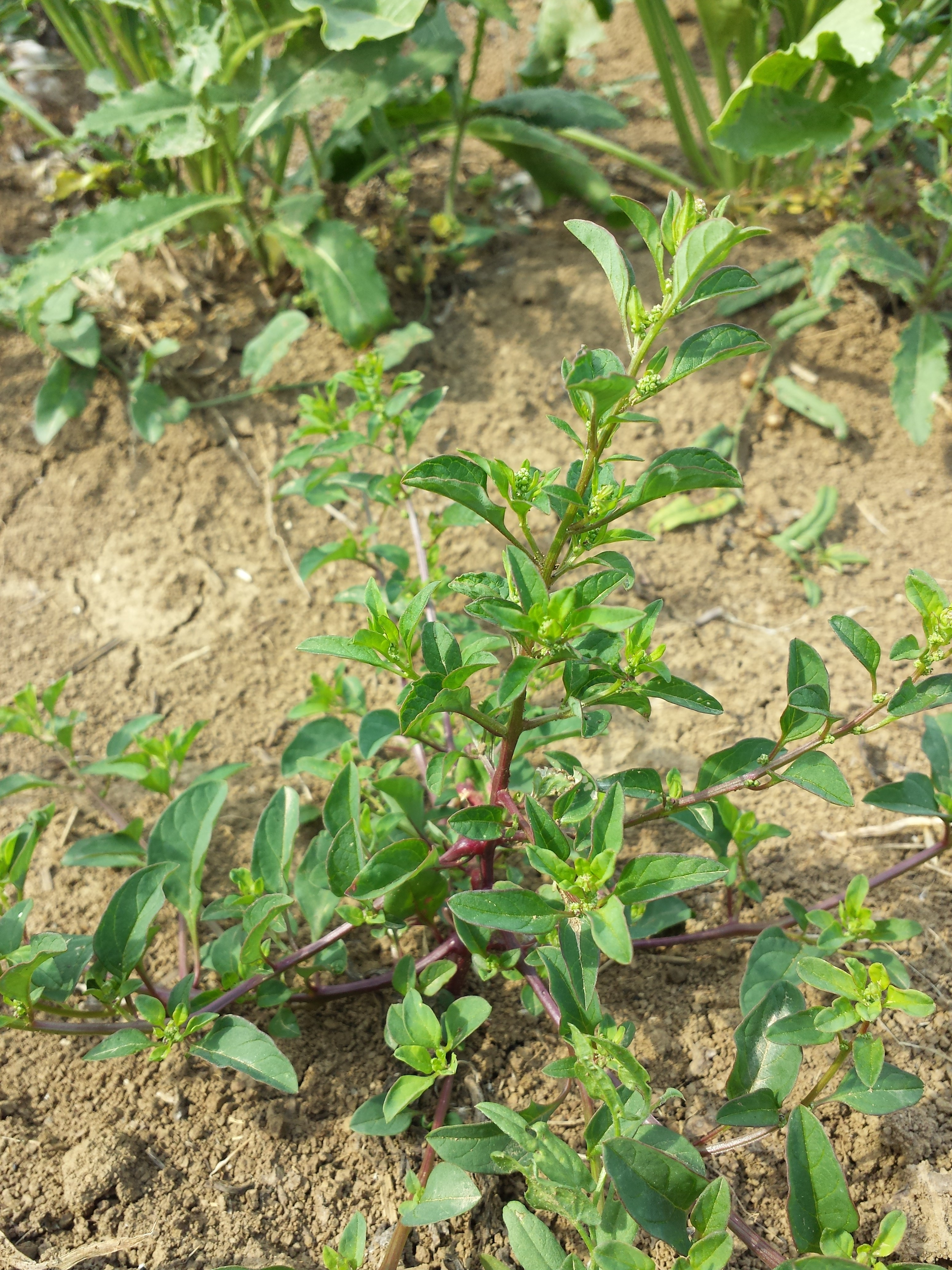
Pokrój

PokrójRoślina jednoroczna osiągająca zwykle do 80 cm wysokości, o pędzie nagim i nierzadko czerwieniejącym. Łodyga zwykle pokłada się, rzadziej wznosi, w dolnej części obficie się rozgałęzia, końce rozgałęzień wznoszą się ku górze, zwykle skośnie.
LiścieCienkie, z ogonkiem do 1,7 cm długości. Blaszka jajowata, eliptycznojajowata, rzadziej rombowatoowalna lub łopatkowata, całobrzega, na wierzchołku zaostrzona, tępa lub zaokrąglona. Osiąga zwykle do 4 cm długości, rzadziej do 8 cm, przy szerokości do 2,5 cm.
KwiatyBezszypułkowe, wyrastają pojedynczo w rozwidleniach kwiatostanu – wierzchotki dwuramiennej lub skupione po 2–4 w niewielkie kłębiki na końcach jego rozgałęzień. Kwiatostany są nieulistnione i luźne, czasem skupione w kłosy rzekome, tworzą wiechowate lub groniaste kwiatostany złożone, których rozgałęzienia są wsparte liśćmi. Listki okwiatu są 4–5, eliptyczne, początkowo są całe zielone, z czasem na brzegu błoniaste, zrośnięte tylko u nasady. Osiągają do 1 mm długości. Pręcik jest jeden, znamiona są dwa, bardzo krótkie.
OwoceJednonasienne orzeszki o błoniastej, nieprzylegającej ściśle do nasiona owocni, spłaszczone od góry i dołu. Nasiono spłaszczone, zaokrąglone, o średnicy do 0,9 mm, ciemnopurpurowe do czarnego, na powierzchni łupiny listewki i jamki.

## Biologia i ekologia
Roślina jednoroczna. Kwitnie od lipca do września. Rośnie na polach, ogrodach, winnicach, zwykle jako chwast. Poza tym na żwirowych lub piaszczystych brzegach rzek i stawów oraz na siedliskach ruderalnych – na przydrożach, śmietniskach i starych murach. W klasyfikacji zbiorowisk roślinnych gatunek charakterystyczny dla Ass. Oxalido-Chenopodietum polyspermi. Na obszarach górskich w Polsce osiąga zwykle tylko nieco ponad 500–600 m n.p.m.

## Systematyka
Gatunek z  monotypowego rodzaju Lipandra Moq., Chenopod. Mongr. Enum.: 19. 1840 z rodziny szarłatowatych Amaranthaceae w jej szerokim ujęciu (obejmującym komosowate Chenopodiaceae). W obrębie rodziny rodzaj należy do podrodziny komosowych Chenopodioideae i plemienia Chenopodieae lub w innym ujęciu Atripliceae. 
Rodzaj należy do grupy wyróżnionych w XIX wieku i później łączonych w szeroko ujmowany rodzaj komosa Chenopodium. Na początku XXI wieku zastosowanie metod molekularnych wykazało, że tradycyjne, szerokie ujęcie rodzaju Chenopodium powoduje, że nie jest to takson monofiletyczny (różne grupy gatunków okazały się bliżej spokrewnione z rodzajami łoboda Atriplex, szpinak Spinacia czy świniochwast Axyris, niż z sobą nawzajem). W wąskim ujęciu rodzaj Chenopodium s.s jest siostrzany grupie obejmującej rodzaje z wąsko ujmowanego plemienia Atripliceae s.s., włącznie z rodzajem łoboda Atriplex. Wcześniej na drzewie filogenetycznym prowadzącym do grupy Chenopodium s.s+Atripliceae s.s. oddzielił się właśnie rodzaj Lipandra, a jeszcze wcześniej – klad obejmujący rodzaj Oxybasis i siostrzany względem niego rodzaj Chenopodiastrum.
W obrębie gatunku wyróżnia się dwie odmiany:
- var. polyspermum – rośliny o pędach płożących lub podnoszących się, liściach o tępym wierzchołku, kwiatostanach luźnych,
- var. acutifolium (Sm.) Gaudin – rośliny o pędach wzniesionych, liściach zwykle zaostrzonych, kwiatostanach skupionych, kłosokształtnych.